# Remo nos Jogos Olímpicos de Verão de 2012 - Skiff duplo feminino
As competições de remo nos Jogos Olímpicos de Verão de 2012 na modalidade skiff duplo feminino foram disputadas entre os dias 30 de julho e 2 de agosto no Lago Dorney em Londres.

## Medalhistas
|  | GBR Grã-Bretanha                |  | AUS Austrália           |  | POL Polônia                         |
|  | Anna Watkins Katherine Grainger |  | Kim Crow Brooke Pratley |  | Magdalena Fularczyk Julia Michalska |

## Resultados
- Regras de qualificação: 1-2->F, 3..->R

### Eliminatórias

#### Eliminatória 1
| Pos. | Atletas                          | Equipe              | Tempo   | Notas |
| ---- | -------------------------------- | ------------------- | ------- | ----- |
| 1    | Anna Watkins Katherine Grainger  | GBR Grã-Bretanha    | 6:44.33 | Q     |
| 2    | Fiona Paterson Anna Reymer       | NZL Nova Zelândia   | 6:49.44 | Q     |
| 3    | Wang Min Zhu Weiwei              | CHN China           | 6:50.64 | R     |
| 4    | Inge Janssen Elisabeth Hogerwerf | NED Países Baixos   | 7:00.10 | R     |
| 5    | Lenka Antošová Jitka Antošová    | CZE República Checa | 7:05.05 | R     |

#### Eliminatória 2
| Pos. | Atletas                             | Equipe             | Tempo   | Notas |
| ---- | ----------------------------------- | ------------------ | ------- | ----- |
| 1    | Kim Crow Brooke Pratley             | AUS Austrália      | 6:48.80 | Q     |
| 2    | Magdalena Fularczyk Julia Michalska | POL Polônia        | 6:50.85 | Q     |
| 3    | Margot Shumway Sarah Trowbridge     | USA Estados Unidos | 6:55.25 | R     |
| 4    | Tina Manker Stephanie Schiller      | GER Alemanha       | 7:08.36 | R     |
| 5    | Anna Kravchenko Olena Buryak        | UKR Ucrânia        | 7:09.40 | R     |

### Repescagem
| Pos. | Atletas                          | Equipe              | Tempo   | Notas |
| ---- | -------------------------------- | ------------------- | ------- | ----- |
| 1    | Wang Min Zhu Weiwei              | CHN China           | 7:09.65 | Q     |
| 2    | Margot Shumway Sarah Trowbridge  | USA Estados Unidos  | 7:10.37 | Q     |
| 3    | Lenka Antošová Jitka Antošová    | CZE República Checa | 7:11.68 |       |
| 4    | Tina Manker Stephanie Schiller   | GER Alemanha        | 7:18.37 |       |
| 5    | Inge Janssen Elisabeth Hogerwerf | NED Países Baixos   | 7:19.80 |       |
| 6    | Anna Kravchenko Olena Buryak     | UKR Ucrânia         | 7:23.02 |       |

### Finais

#### Final B
| Pos | Atletas                          | Equipe              | Tempo   | Notas |
| --- | -------------------------------- | ------------------- | ------- | ----- |
| 1   | Lenka Antošová Jitka Antošová    | CZE República Checa | 7:24.93 |       |
| 2   | Inge Janssen Elisabeth Hogerwerf | NED Países Baixos   | 7:29.57 |       |
| 3   | Tina Manker Stephanie Schiller   | GER Alemanha        | 7:33.32 |       |
| 4   | Anna Kravchenko Olena Buryak     | UKR Ucrânia         | 7:36.65 |       |

#### Final A
| Pos               | Atletas                             | Equipe             | Tempo   | Notas |
| ----------------- | ----------------------------------- | ------------------ | ------- | ----- |
| Medalha de ouro   | Anna Watkins Katherine Grainger     | GBR Grã-Bretanha   | 6:55.82 |       |
| Medalha de prata  | Kim Crow Brooke Pratley             | AUS Austrália      | 6:58.55 |       |
| Medalha de bronze | Magdalena Fularczyk Julia Michalska | POL Polônia        | 7:07.92 |       |
| 4                 | Wang Min Zhu Weiwei                 | CHN China          | 7:08.92 |       |
| 5                 | Fiona Paterson Anna Reymer          | NZL Nova Zelândia  | 7:09.82 |       |
| 6                 | Margot Shumway Sarah Trowbridge     | USA Estados Unidos | 7:10.54 |       |

Legenda
| Recorde mundial      | Recorde mundial (World record)               |                       | Recorde africano                      | Recorde africano (African) |                                           | Q | Classificado por posição (Qualified) |
| Recorde olímpico     | Recorde olímpico (Olympic record)            | Recorde da América    | Recorde da América (Americas)         | q                          | Classificado por melhor tempo (Qualified) |   |                                      |
| Melhor marca do ano  | Melhor marca do ano (World leading)          | Recorde asiático      | Recorde asiático (Asian)              | DNS                        | Não largou (Did not start)                |   |                                      |
| Recorde nacional     | Recorde nacional (National record)           | Recorde europeu       | Recorde europeu (European)            | DNF                        | Não terminou (Did not finish)             |   |                                      |
| Recorde pessoal      | Recorde pessoal do atleta (Personal best)    | Recorde da Oceania    | Recorde da Oceania (Oceania)          | DSQ / DQ                   | Desclassificado (Disqualified)            |   |                                      |
| Recorde da temporada | Recorde da temporada do atleta (Season best) | Recorde sul-americano | Recorde sul-americano (South America) | NM                         | Sem marca (No mark)                       |   |                                      |

### Remo
| S | Classificado(a) para as semifinais |    |                        | FA | Final A (disputa de medalhas) |  |  | FD | Final D (sem medalhas) |
| Q | Classificado(a) para as quartas    | FB | Final B (sem medalhas) | FE | Final E (sem medalhas)        |  |  |    |                        |
| R | Classificado(a) para a repescagem  | FC | Final C (sem medalhas) | FF | Final F (sem medalhas)        |  |  |    |                        |